# ورزشگاه مرکز ورزش‌های المپیک جینان
ورزشگاه مرکز ورزش‌های المپیک جینان (انگلیسی: Jinan Olympic Sports Center Stadium) یک ورزشگاه چند منظوره در کشور چین است.
این ورزشگاه که در شهر جینان قرار دارد در سال تأسیس ۲۰۰۹ شده است و دارای ۵۶٬۸۰۸ نفر ظرفیت می‌باشد.